# Soufian Echcharaf
Soufian Echcharaf (Utrecht, 19 mei 1994) is een Nederlands-Marokkaans voetballer die doorgaans als middenvelder speelt.

## Clubcarrière
Echaraf groeide op in de Utrechtse wijk Hoograven. Hij speelde in de jeugd voor USV Elinkwijk, FC Utrecht en de Vitesse/AGOVV Voetbal Academie, In 2013 ging hij op amateurbasis naar De Graafschap. Daar kwam hij geregeld aan spelen toe en daardoor kwam hij automatisch in aanmerking voor een contract tot medio 2015. In 2015 liep zijn contract af in Doetinchem en De Graafschap besloot het niet te verlengen, waarop hij de club verliet. In twee seizoenen speelde Echcharaf vijfenveertig wedstrijden voor de Superboeren. In 2017 ging hij in Marokko spelen.

## Clubstatistieken
| Seizoen | Club          | Competitie     | Competitie | Competitie | Beker | Beker | Internationaal | Internationaal | Play-offs | Play-offs | Totaal | Totaal |
| Seizoen | Club          | Competitie     | Wed.       | Dlp.       | Wed.  | Dlp.  | Wed.           | Dlp.           | Wed.      | Dlp.      | Wed.   | Dlp.   |
| ------- | ------------- | -------------- | ---------- | ---------- | ----- | ----- | -------------- | -------------- | --------- | --------- | ------ | ------ |
| 2013/14 | De Graafschap | Jupiler League | 24         | 1          | 0     | 0     | —              | —              | 3         | 0         | 27     | 1      |
| 2014/15 | De Graafschap | Jupiler League | 21         | 0          | 3     | 0     | —              | —              | 0         | 0         | 24     | 0      |
| Totaal  | Totaal        | Totaal         | 45         | 1          | 3     | 0     | 0              | 0              | 3         | 0         | 51     | 1      |

Bijgewerkt op 8 januari 2016.